# Штайндамм
Штайндамм (нем. Steindamm) — поселение Тевтонского ордена, из которого развился пригород Кёнигсберга. Он известен одноимённой главной и коммерческой улицей в Кёнигсберге (Пруссия).

## История
Штайндамм, в качестве поселения Тевтонского ордена, был заселен в 1256 году одним из первых на Прегеле. Он был связан с Кёнигсбергским замком через накопительную плотину. Позже от плотины Штайндамского моста была проложена дорога, которая вела через Штайндаммские ворота на Коггенштрассе, оттуда на север до Альтштадтского суда (позже Хеймаркта), и уходила на Замланд. Даже в XIII веке Штайндаммская церковь была построена как первая церковь в Кёнигсберге.
В 1490 году Штайндамм получил свою печать и суд. Из-за слияния трёх городов в Кёнигсберг, с 1724 года здание суда позже служило анатомическим институтом. В 1867 году оно было закрыто.
Недалеко от Штайндаммской церкви находился отель «Berliner Hof», построенный в 1843 году, фасад которого впоследствии был изменён Альфредом Месселем. Высотные дома были построены только на рубеже веков, после того как экономика была восстановлена после основания империи. Минералогический институт университета (Штайндамм, 6) был назван «единственной жемчужиной грубого натуралистического доисторического стиля провинции». В XIX и XX веках «Steindammer Kaffeehaus», «Kulmbacher» и «Kückens Gaststätte» были местом встреч для студентов и молодых учёных. В годы предшествовавшие Второй мировой войне, заведение «Hütte» на Штайндамме, оставалось одним из тех мест, где можно было отпробовать кёнигсбергские фляки. Альгамбра было одним из первых многофункциональных зданий 20-го века.

## Галерея

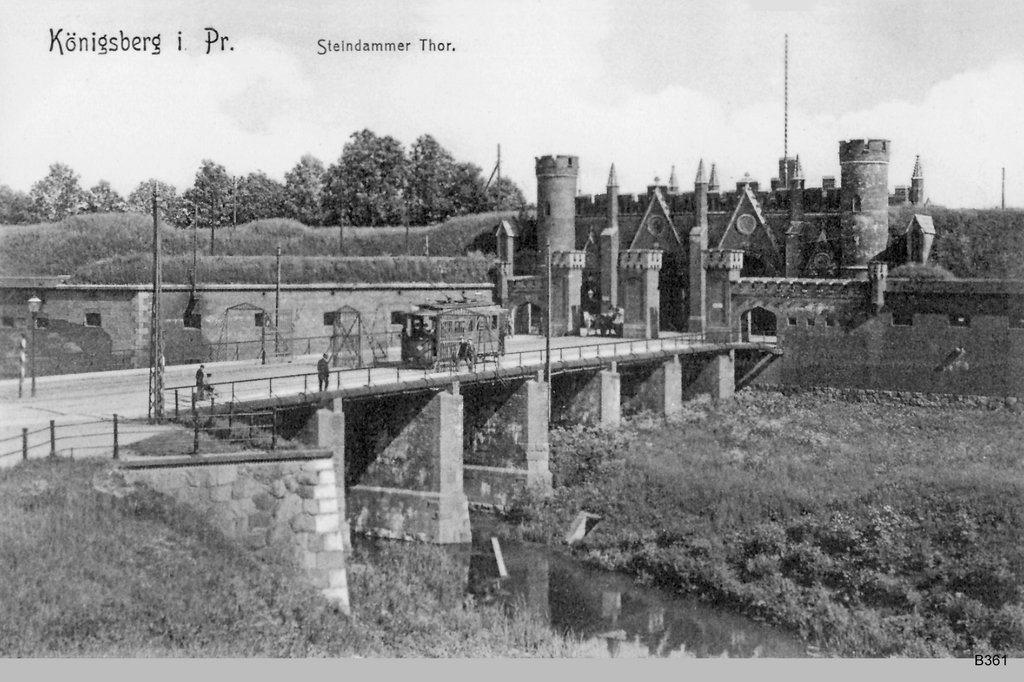
Штайндаммские мост и плотина
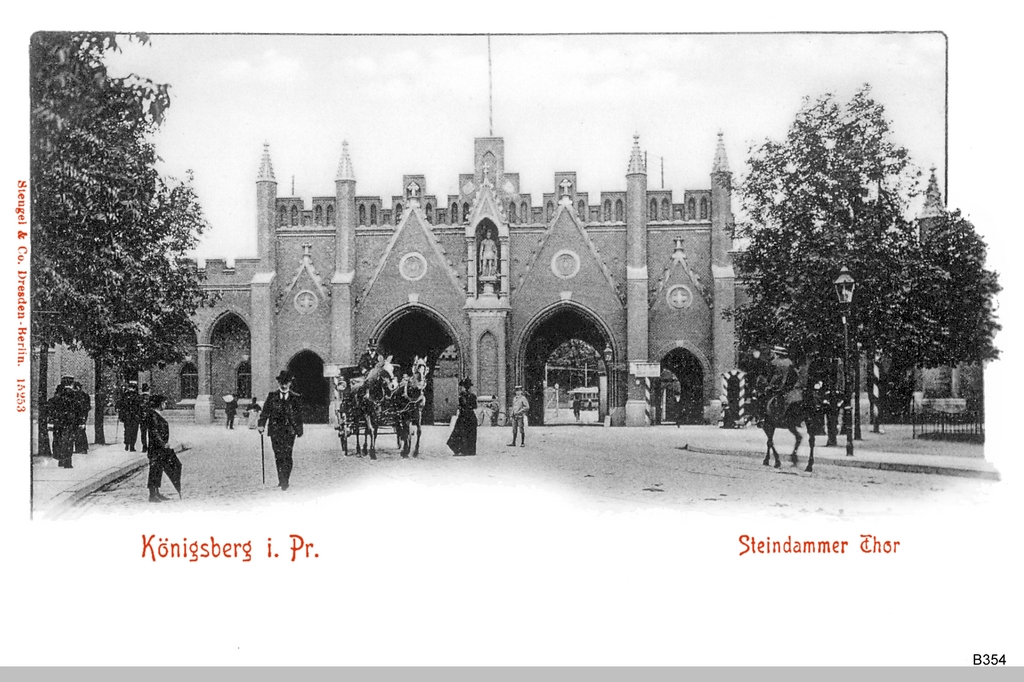
Штайндаммские ворота
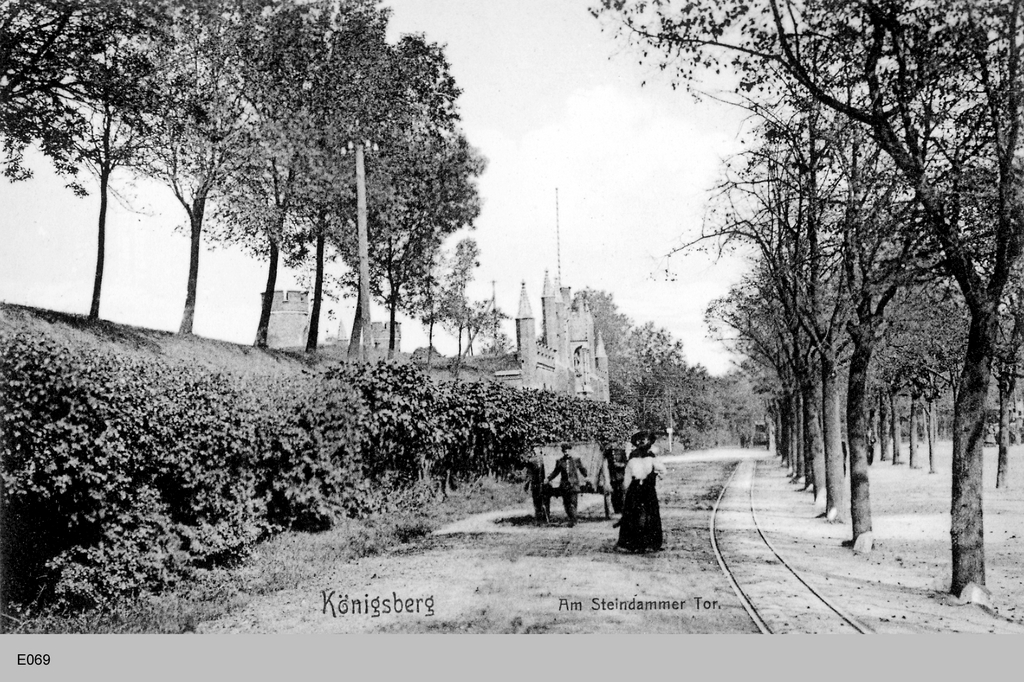
Аллея проходившая от Штайндаммских ворот
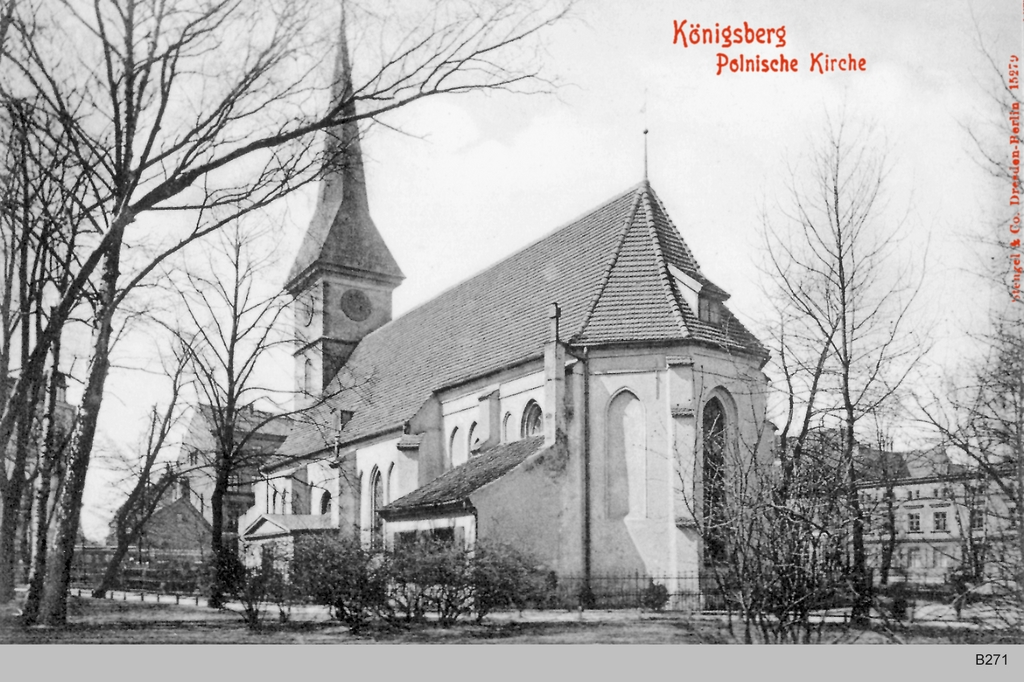
Штайндаммская кирха
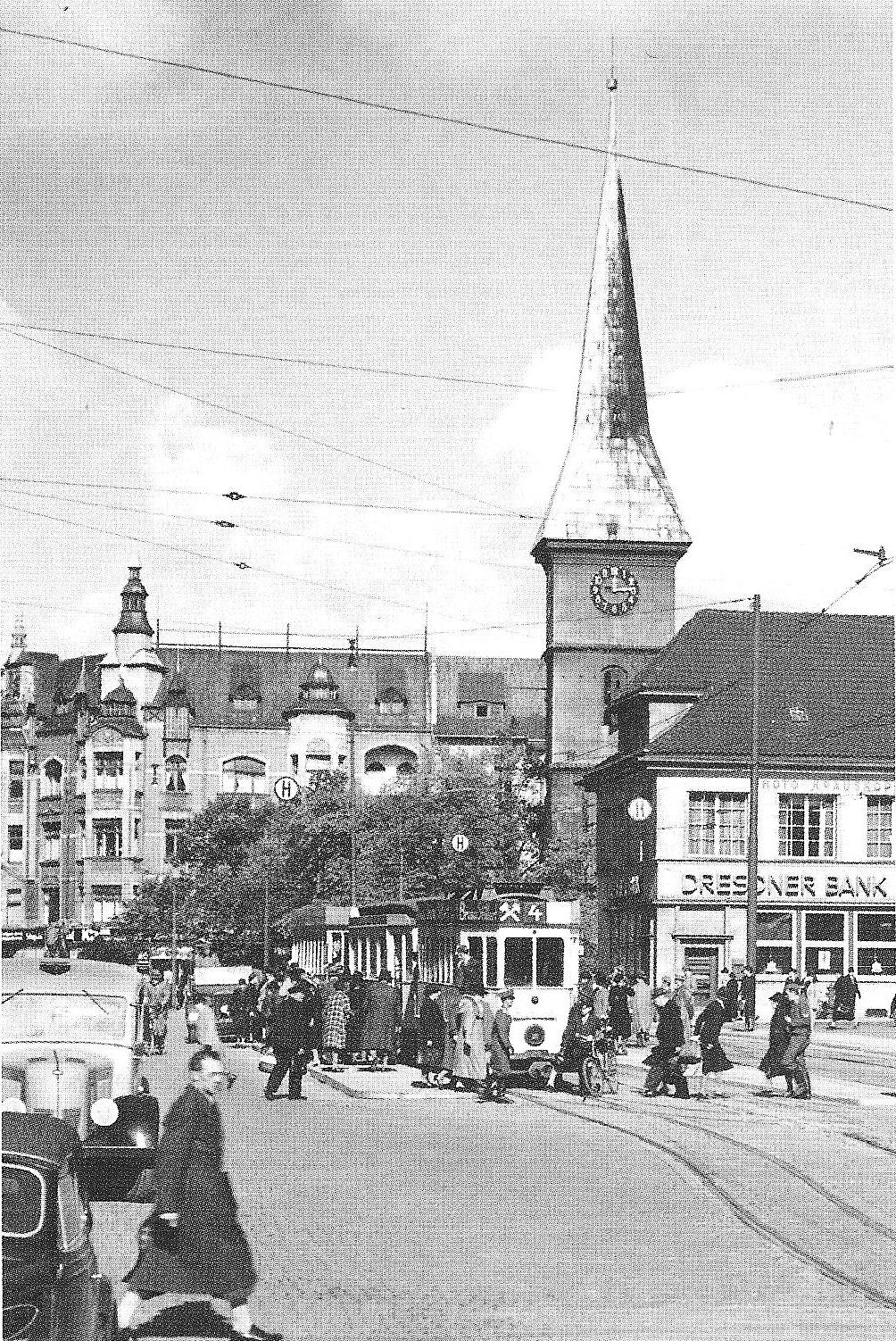
Улица ведущая к кирхе